# رأس إنديانتاون
رأس إنديانتاون (بالإنجليزية: Indian Town Point) هو رأس بارز على الساحل الشرقي لجزيرة أنتيغوا. يقع بين بلدة ويكيليس وخليج نونسوتش.